# IC 4670
IC 4670 ist ein planetarischer Nebel im Sternbild Schütze.